# Ladies' Turn
Ladies' Turn es una película documental de 2012 dirigida por Hélène Harder.

## Sinopsis
Con la participación de miembros de la asociación Ladies' Turn, así como de jugadoras de fútbol locales, la película narra una batalla liderada por niñas senegalesas para romper los tabúes que rodean a las niñas que juegan al fútbol.

## Premios y reconocimientos
- Mejor Largometraje, Festival de Cine Feminista de Londres 2012
- Premio del público al Favorito Feminista, Festival de Cine Feminista de Londres 2012